# انطاکیه (شهر باستانی)

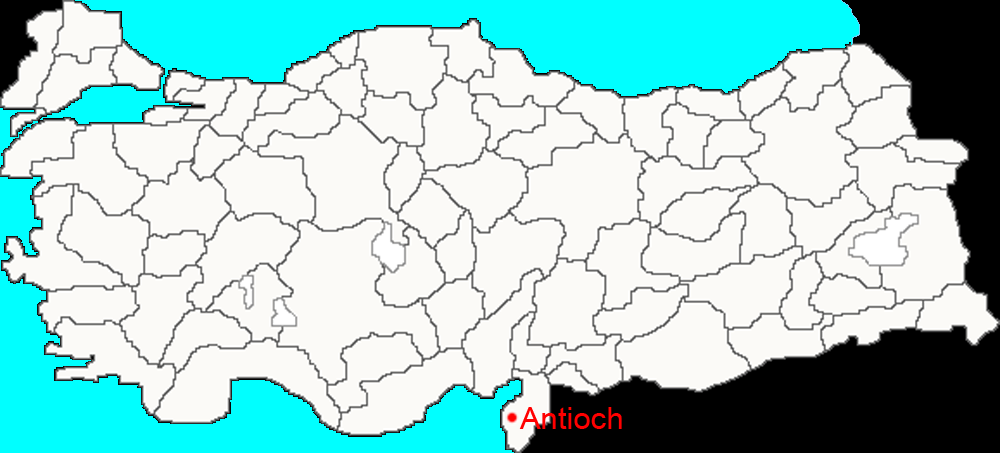
جایگاه انطاکیه در ترکیهٔ کنونی

انطاکیه بر روی عاصی (به یونانی باستان: Ἀντιόχεια ἡ ἐπὶ Ὀρόντου, Antiókheia hē epì Oróntou)، که به آن انطاکیهٔ سوریه یا انطاکیهٔ بزرگ نیز می‌گویند، شهری از مستعمرات یونان باستان بود که بر روی بخش شرقی رودخانهٔ عاصی قرار داشت. خرابه‌های آن نزدیک شهر جدید انطاکیه ترکیه قرار دارد، و این شهر جدید از انطاکیه باستانی نام خود را عاریه گرفته‌ است.
انطاکیه اواخر قرن چهارم قبل از میلاد توسط سلوکوس یکم نیکاتور بنیان نهاده شد، او یکی از فرماندهان اسکندر  بود. این شهر از نظر جغرافیایی، نظامی و موقعیت اقتصادی برای ساکنینش سودمند بود، به‌خصوص ویژگی‌هایی چون تجارت ادویه، جاده ابریشم و راه شاهی. نهایتاً این شهر با شهر اصلی شرق نزدیک یعنی اسکندریه به رقابت پرداخت. انطاکیه تا ۶۳ قبل از میلاد، زمانی که رومی‌ها کنترل آن را به‌دست گرفتند پایتخت امپراتوری سلوکی بود. رومی‌ها آن‌جا را محل استقرار حکومت خویش ساختند. از اوایل قرن چهارم میلادی، این شهر محل استقرار Count of the Orient، رئیس اداره منطقه ای شانزده استان، همچنین مرکز اصلی یهودیت هلنیستی در پایان دورهٔ معبد دوم بود. انطاکیه یکی از مهم‌ترین شهرهای قلمروهای رومی‌ها در مدیترانه شرقی بود. مساحتی شامل ۱۱۰۰ جریب فرنگی (۴٫۵ کیلومتر مربع) را در حیطهٔ دیواره‌هایی که یک چهارم آن کوهساران بود پوشش می‌داد، می‌ماند حدود ۷۵۰ جریب (۳ کیلومتر مربع) که یک پنجم مساحت روم بود و داخل دیواره‌های اورلیان قرار داشت.
انطاکیه را «مهد مسیحیت» می‌نامیدند، چرا که نقش طولانی مدت و محوری را هم در ظهور یهودیت هلنیستی و هم اوایل دوره مسیحیت بازی کرد. عهد جدید مسیحیت بیان می‌دارد که عبارت «مسیحیت» اولین بار در انطاکیه ظهور پیدا کرد. این شهر یکی از اولین شهرهای چهارگانهٔ سوری بود، و به ساکنین آن انطاکیه‌ای (Antiochenes) می‌گفتند. این شهر کلانشهری بود که در دوره‌های آگوستوسی ربع میلیون نفر ساکن آن بودند، اما جمعیت آن در دوران قرون وسطی به دلیل جنگ‌ها، زلزله‌ها و تغییر مسیرهای تجاری، که دیگر پس از حملات و فتوحات مغولان از شرق دور بدان جا عبور نمی‌کردند، به مقادیر ناچیزی رسید.

## ارجاعات
1. ↑  Sacks, David; Oswyn Murray (2005).  Lisa R. Brody (ed.). Encyclopedia of the Ancient Greek World (Facts on File Library of World History). Facts on File Inc. p. 32. ISBN 978-0-8160-5722-1.
2. ↑  خرابه‌های انطاکیه با شهر مدرن انطاکیه همپوشانی و پیوستگی ندارد.
3. ↑  Britannica: Seleucus-I-Nicator
4. ↑  "The mixture of Roman, Greek, and Jewish elements admirably adapted Antioch for the great part it played in the early history of Christianity. The city was the cradle of the church." — "Antioch," Encyclopaedia Biblica, Vol. I, p. 186 (p. 125 of 612 in online .pdf file. Warning: Takes several minutes to download).
5. ↑  "Acts of the Apostles 11:26".